# 張覇
張 覇（張霸、ちょう は、生没年不詳）は、後漢の儒学者・官僚。字は伯饒。本貫は蜀郡成都県。

## 略歴
幼くして孝行で謙譲なことで知られ、郷里の人に「張曾子」と呼ばれた。7歳で『春秋』に通じた。張覇が他の経を学びたい意欲を示すと、父母は「おまえはまだ小さいから無理だ」といったが、張覇は「わたしはこれをやれるくらい恰幅が豊か（饒）です」と答えた。これにより字を「伯饒」とつけた。
後に長水校尉の樊鯈に厳氏（厳彭祖）『春秋公羊伝』の学問を受け、五経を広く読むようになった。樊鯈の教える『厳氏春秋』が繁雑であることから、張覇はテキストを減らして二十万言に定め、張氏学と名を改めた。諸生の孫林・劉固・段著らが張覇の学問を慕って、かれの邸のそばに住み込み、教えを請うようになった。
孝廉に察挙されて、光禄主事となった。永元年間に会稽太守となり、会稽郡の処士の顧奉や公孫松らを任用するよう上表した。顧奉は後に潁川太守となり、公孫松は司隷校尉となり、いずれも名を知られた。
張覇が会稽郡に赴任したばかりのころ、反乱が終息しておらず、郡境は安定していなかった。張覇は懸賞を公開して反乱者の降伏を勧め、信賞を明らかにすると、反乱者たちは抵抗をやめて帰順した。「我が戟を棄て、我が矛を捨て、盗賊尽き、吏はみな休む」と童謡に歌われた。会稽郡を統治すること3年、「太守は孤生より身を起こして、位は郡守にいたった。日は南中すれば移り、月は満ちれば欠けるものである。老子も『足るを知れば辱められず』と言っている」と部下にいった。病であると上書して引退を願い出た。
後に洛陽に召還され、4回転任して侍中となった。ときに皇后鄧綏の兄の虎賁中郎将の鄧騭が朝廷で権勢を誇っており、張覇の名望を聞いて交際を求めた。張覇は逡巡して答えず、人々は張覇が時勢を知らないことを笑った。後に病のため死去した。享年は70。河南尹梁県に葬られ、諡は憲文といった。
中子に張楷があった。

## 伝記資料
- 『後漢書』巻36 列伝第26